# Symphony of Enchanted Lands II: The Dark Secret
Symphony of Enchanted Lands II – The Dark Secret es el segundo disco de la saga Symphony of Enchanted Lands y sexto álbum de estudio de Rhapsody of Fire. Fue lanzado el 27 de septiembre de 2004 (Fue el último disco lanzado bajo el nombre de Rhapsody, posteriormente cambiando su nombre a Rhapsody Of Fire por problemas legales). En este disco se usaron más componentes clásicos.

## Lista de canciones
| N.º   | Título | Duración           |  |
| 1.    | «The Dark Secret (El Secreto Oscuro) I. The Ancient Prophecy II. Ira Divina»                                    | 4:13 - 2:24 - 1:48 |  |
| 2.    | «Unholy Warcry» (Impío Grito de Guerra)                                                                         | 5:54               |  |
| 3.    | «Never Forgotten Heroes» (Héroes Nunca Olvidados)                                                               | 5:33               |  |
| 4.    | «Elgard's Green Valleys» (Los Valles Verdes de Elgard)                                                          | 2:20               |  |
| 5.    | «The Magic of the Wizard's Dream» (La Magia del Sueño del Mago)                                                 | 4:30               |  |
| 6.    | «Erian's Mystical Rhymes (Las Rimas Místicas de Erian) - The White Dragon's Order (La Orden del Dragon Blanco)» | 10:32              |  |
| 7.    | «The Last Angel's Call» (El Último Llamado del Ángel)                                                           | 4:37               |  |
| 8.    | «Dragonland's River» (El Río de la Tierra de los Dragones)                                                      | 3:45               |  |
| 9.    | «Sacred Power of Raging Winds» (Sagrado Poder De Los Furiosos Vientos)                                          | 10:07              |  |
| 10.   | «Guardiani del Destino (Guardianes del Destino)» (Reddick, Butch Walker)                                        | 5:51               |  |
| 11.   | «Shadows of Death» (Sombras de la Muerte)                                                                       | 8:13               |  |
| 12.   | «Nightfall On The Grey Mountains» (Anochecer En Las Montañas Grises)                                            | 7:20               |  |
| 72:48 | |                    |  |